# Claude Mademba Sy
Pour les articles homonymes, voir Sy.

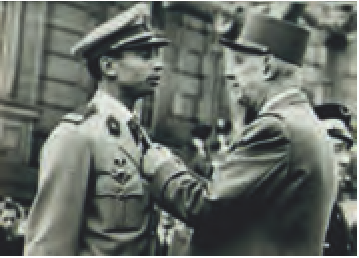
Claude Mademba-Sy officier de la Légion d'honneur, novembre 1963.

Cheikh Claude Mademba-Sy, né le 11 décembre 1923 à Versailles (Seine-et-Oise) et mort le 8 avril 2014 à Lagrave (Tarn), est un officier français, membre des Forces françaises libres pendant la Seconde Guerre mondiale. Décoré par le général De Gaulle, il a ensuite été l'un des fondateurs de l'armée sénégalaise, sous la présidence de Léopold Sédar Senghor. Il achève sa carrière au grade de colonel. Devenu diplomate, il s'est fait connaître pour son combat pour une meilleure reconnaissance par la France des troupes issues de ses anciennes colonies et pour la revalorisation de leurs pensions militaires.

## Biographie
Claude Mademba-Sy est né à Versailles, pendant un stage en métropole de son père, Abedlkader Mademba-Sy, lui-même commandant des troupes coloniales et combattant décoré de la Première Guerre mondiale. Il passe son enfance à Madagascar, au Mali puis au Sénégal. 

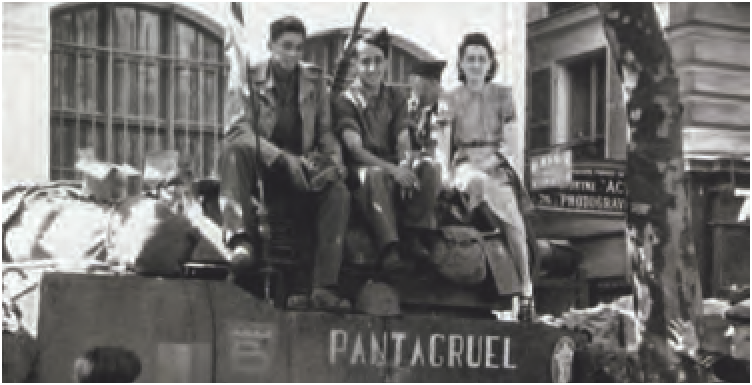
Claude Mademba-Sy et Jean Johannet, Paris, 25 août 1944.

Fils, neveu et petit-neveu d'officiers français d'origine africaine, il est engagé volontaire à dix-neuf ans dans les Forces françaises libres, pendant la Seconde Guerre mondiale.   
Le 1er août 1944, il débarque en Normandie à Utah Beach, au sein du Régiment de marche du Tchad de la 2e division blindée du général Philippe Leclerc. Il est célèbre pour avoir été le seul membre Noir de la division à avoir participé à la Libération de Paris le 25 août 1944, sur son char M8-H Scott "Pantagruel". Ceci en raison de l'opposition des Américains à l'inclusion de militaires de couleur, même Français, dans les troupes de première ligne sous leur responsabilité. Il est ensuite présent avec son unité lors de la prise du « nid d'aigle » d'Adolf Hitler à Berchtesgaden. À la fin de la guerre, il intègre l'École des officiers de Saint-Cyr Coëtquidan (promotion Victoire 1945). Il est ensuite affecté en Afrique-Occidentale française comme lieutenant, puis en Indochine, où il est blessé, puis comme capitaine en Algérie au 6e régiment de parachutistes coloniaux (aujourd'hui 6e RPIMa) jusqu'en 1959, année où il est promu commandant.  
À l'indépendance de la fédération du Mali (Sénégal et Soudan, anciennement français), Claude Mademba-Sy aide à la création de l'armée de ce pays, conduisant en particulier en tant que chef de bataillon le contingent malien au Congo belge durant l'intervention de l'ONU de juillet 1960,. Après l'éclatement de la fédération en août 1960, il commande le 9e bataillon d'infanterie de marine. Il est ensuite nommé chef d'état major de l'UAM Organisation commune africaine et malgache en 1962. 
Le président sénégalais, Léopold Sédar Senghor, le nomme ensuite attaché militaire en 1963 puis ambassadeur en 1966 du Congo-Kinshasa à l'Autriche, en passant par l'Italie, la Tunisie et les Nations unies. Il est aussi connu pour avoir mené avec succès la campagne contre la cristallisation depuis 1959 (revalorisation en fonction du pouvoir d'achat des pays concernés) des pensions françaises des militaires issus des anciennes colonies,. Plus généralement, il s'efforçait de faire reconnaître le rôle des combattants des anciennes colonies françaises dans la Libération de la France et ce qu'il appelait l'indignité de leur traitement après la décolonisation. Il choisit de passer sa retraite en France, non loin de Castres et du 8e RPIMA. Il y est décédé dans le Tarn, le 8 avril 2014,.

## Citation
« Quand on est amoureux de ce pays qu’est la France, on ne comprend pas cette bassesse, cette bêtise, cette ignominie. Quand je pense que la retraite du combattant est de 433 € par an et que l’on mégote alors qu’il ne reste plus que quelque 800 anciens combattants au Sénégal et près de 2 000 au Mali ! »

## Décorations
- Grand officier de la Légion d'honneur (2012)
- Croix de guerre 1939–1945
- Croix de guerre des Théâtres d'opérations extérieurs (guerre d'Indochine)
- Croix de la Valeur militaire (guerre d'Algérie)
- 6 Citations, dont 2 à l'ordre de l'Armée.

## Hommage
- Une allée Claude-Mademba-Sy est inaugurée le 25 août 2020 dans le 14e arrondissement de Paris, près du musée du Général Leclerc de Hauteclocque et de la Libération de Paris - musée Jean-Moulin[14].